# Attea
Attea è un'azione storico-romantica in due parti e sette quadri composta da Costantino Dall'Argine sulle coreografie di Antonio Pallerini. La prima rappresentazione si svolse al Teatro alla Scala il 31 ottobre 1863.
L'azione è ambientata per la prima parte a Corinto, mentre la seconda si articola tra Baja e Roma, durante gli ultimi anni dell'impero di Nerone.

## Interpreti

### Cantanti
- Luigi Danesi: Nerone, imperatore sotto il nome di Lucio
- Luigia Gaja: Sara, araba, favorita di Nerone
- Federico Ghedini: Lentulo, proconsole di Corinto
- Francesco Baratti: Amicle, nobile di Corinto
- Luigia Lamoureux: Attea, donzella greca
- Cesare Vismara: Tigellino, cortigiano
- Luigi Bonfico: Aniceto, fidato di Nerone
- Antonio Caprotti: Vatinio, buffone di corte[2]

### Ballerini
- Coreografi: Davide Costa, Antonio Pallerini, Ferdinando Pratesi

- Primi ballerini assoluti di rango francese: Luigia Lamoureux, Josè Mendez, Emilia Laurati, Rossi Greco (allievo della R. Scuola, supplemento a Josè Mendez)
- Allieve emerite della R. Scuola di ballo: Angelica Sutti, Pierina Sassi
- Artisti per le parti mimiche: Luigia Gaja, Giuseppina Pratesi, Regina Banderali, Francesco Baratti, Luigi Danesi, Federico Ghedini, Antonio Caprotti, Cesare Marzagora, Cesare Vismara, Achille Manzini, Antonio Franzago, Salvatore Paradisi, Edoardo Tarlarini
- Prime ballerine di mezzo carattere: Emilia Guerrerio, Adelaide Valzecchi, Teresa Bellini, Amalia Gonzaga, Amalia Giuliani, Giulia Pallavicini, Regina Piloni, Giuseppina Pagani, Romilda Galbariggi, Ambrosina Mappelli, Clotilde Guerrerio, Leonilda Bassoni
- Allieve della R. Scuola di ballo: Adele Ponzoni, Elvira Salvioni, Virginia Conti, Margherita Sangalli, Rachele Fumagalli, Francesca Gnecco, Giulia Mera, Angiola Salmoiraghi, Amalia Rovere, Carolina Cerri, Adele Boni, Luigia Fontana, Luigia Gargioni, Maria Mallei, Augusta Labella, Maria Ferrario, Carolina Casati, Maria Luraschi, Flemina Allieri, Rosalia Johnson, Vincenza Pasta, Virginia Corbella, Antonietta Mazzola, Emilia Biancardi, Giovannina Marchetti, Clotilde Mesi, Giudilla Ignazio, Giovannina Salvini, Carolina Zamperoni, Virginia Pocopagni, Angela Ravasi[3]

## Trama

### Parte prima

#### Quadro primo
La scena si svolge sulla spiaggia, da un lato si scorge il porto di Corinto, dall'altra il tempio di Cerere. Mentre Attea raggiunge le amiche e il padre Amicle si dirige verso il tempio, un coro di marinai annuncia l'arrivo di una nave romana. Tra i passeggeri dell'imbarcazione vi sono Nerone e Sara; quest'ultima presenta l'imperatore ad Amicle, fingendo che si tratti di un patrizio romano di nome Lucio, giunto a Corinto per partecipare alle gare del circo. Amicle gli augura il favore degli dei ed offre ospitalità ai due. Attea cerca di convincerli ad accettare e Nerone, invaghitosi della ragazza, accetta ringraziando l'uomo. Amicle scorta Aniceto dal proconsole, poi raggiunge la figlia e i loro ospiti.

#### Quadro secondo
La scena si sposta all'interno dell'abitazione di Amicle. Nerone/Lucio si complimenta con la bella Attea, infastidendo Sara. Si fa avanti il proconsole Lentulo che riconosce l'imperatore e fa per prostrarsi. Nerone lo ferma e gli ordina di non rivelare il suo travestimento. Incredulo, il proconsole va via. Viene servito un rinfresco; Attea prega gli dei in onore dei suoi ospiti. Tutti partecipano al banchetto, meno Sara che, indispettita, versa la coppa. La ragazza si scusa all'avvicinarsi di un Nerone minaccioso. Amicle invita tutti a riposare in vista delle gare del circo.

#### Quadro terzo
Il terzo quadro si svolge all'interno del Grande Anfiteatro. Inizia la lotta: Nerone vince e riceve la corona, accompagnato dall'esultanza dei presenti. Attea, scesa nell'Arena, danzando consegna la propria ghirlanda a Nerone.

#### Quadro quarto
La scena si sposta al tramonto. Amicle ed Attea precedono il vincitore, seguito da Sara e dal fido Aniceto, accompagnandoli nel peristilio della loro casa. Nerone scorge la statua dell'imperatore e si congratula con Amicle per la riverenza che dimostra al suo monarca, consigliandogli di recarsi alla corte imperiale insieme alla figlia. Il greco risponde in maniera sdegnata, spiegando che la statua si trova lì solo per volere del proconsole, non per onorare un uomo tirannico e dissoluto. Sara con misteriose parole consiglia ad Amicle di custodire gelosamente la figlia e, nel frattempo, Nerone palesa ad Attea la sua ardente passione, pregandola di incontrarlo quella notte stessa. Amicle tronca il loro colloquio. Nerone lo ringrazia dell'ospitalità e Sara comunica che partiranno all'alba. Una volta ritiratisi tutti, Nerone ordina ad Aniceto di tenersi pronto ad un suo cenno. Attea si avvicina timorosa e Nerone, stretto al suo seno, le giura amore e la prega di seguirlo. Lei non può e non vuole abbandonare il padre ma Nerone la rapisce. Amicle cerca la figlia e Sara, furiosa d'ira, gli rivela che Lucio è in realtà l'imperatore romano. Amicle vuole rincorrere i fuggitivi ma viene arrestato.

### Parte seconda

#### Quadro primo
L'azione è ambientata a Baja. Il popolo festeggia l'arrivo dell'imperatore e alle danze partecipa anche Attea, per compiacere l'amante. La giovane greca è sorpresa dagli onori riservati a Nerone e Sara le svela che il suo amante è in realtà l'imperatore dei romani, che a breve la abbandonerà all'infamia. Attea sta per avere un mancamento ma Nerone si avvicina e lei si prostra ai suoi piedi. Nerone dapprima si infuria con Sara, schernita dal buffone Vattinio, poi la invita a darsi un contegno. Si avviano verso la reggia.

#### Quadro secondo
Il quadro è ambientato nei giardini imperiali. Sara è accompagnata da Amicle, affranto. La ragazza conforta l'uomo, promettendogli che presto rivedrà la figlia. Attea sopraggiunge, prostrandosi alle ginocchia paterne. Amicle si commuove e la scongiura di ritornare a casa. In un primo momento, sembra che Attea stia per convincersi, quando delle giovani la informano che l'imperatore la sta aspettando. Si ritorna, quindi, a combattere tra dovere ed amore. Il padre, ormai curioso, la sollecita a decidersi e quando lei gli confessa non avere la forza di abbandonare l'amante, Amicle la maledice e la caccia via. Attea sviene e le giovani la portano altrove. Sara avverte Amicle che presto subiranno la vendetta del tiranno, poi si allontanano.

#### Quadro terzo
È notte. La scena si svolge sul terrazzo della Casa Aurea, dove si sta tenendo un banchetto. In fondo al terrazzo è visibile Roma. Aniceto accorre annunciando all'imperatore che, come aveva ordinato, a breve Roma sarà in fiamme. Aggiunge, poi, che il ribelle Galba si avvicina e i romani sono già in sommossa. Nerone, ubriaco, lo sollecita ad attaccare i nemici; poi, scorgendo Attea avvicinarsi, ordina a tutti di inchinarsi alla regina del suo cuore. Nerone mostra ai cortigiani Roma che arde, dicendo essere un nuovo spettacolo che ha preparato per loro. Si fa portare l'arpa e invita Attea a danzare. La giovane, inorridita, si allontana. Lui la afferra e le ordina di obbedire. Attea, colta dallo spavento, fugge con i cortigiani. Sara si rivolge a Nerone e gli urla la volontà del popolo: tutti lo vogliono morto. Il timore desta l'imperatore che prova a fuggire, fermato, però, dalla ragazza. Sara lo costringe ad uccidersi, Nerone afferra un pugnale e si trafigge. Amicle ed altri cospiratori invadono il terrazzo.